# Баскетбол на літніх Олімпійських іграх 1976
Змагання з баскетболу на літніх Олімпійських іграх 1976 у Монреалі тривали з 18 до 27 липня в Центрі Етьєна Десмарто і Монреаль-Форумі. Розіграно 2 комплекти нагород — у змаганнях жіночих та чоловічих збірних. У турнірі взяли участь 12 чоловічих і 6 жіночих команд.

## Медальний залік
| Дисципліна | Золото | Срібло | Бронза |
| ---------- | --- | --- | --- |
| Чоловіки   | США (USA) Філ Форд Стів Шеппард Едріан Дентлі Волтер Девіс Квінн Бакнер Ерні Ґрюнфелд Кеннет Карр Скотт Мей Тейт Армстронґ Том Лаґард Філіп Габбард Мітч Купчак                                           | Югославія (YUG) Благоя Георгієвський Драган Кічанович Вінко Єновац Райко Жижич Желько Єрков Андро Кнего Зоран Славнич Крешимир Чосич Дамир Шолман Жарко Вараїч Дражен Далипагич Мірза Делібашич | СРСР (URS) Володимир Арзамасков Олександр Сальников Валерій Милосердов Алжан Жармухамедов Андрій Макеєв Іван Єдешко Сергій Бєлов Володимир Ткаченко Анатолій Мишкін Міхеїл Коркія Олександр Бєлов Володимир Жигілій         |
| Жінки      | СРСР (URS) Ольга Коростельова Тамара Даунєне Наталя Климова Тетяна Овечкіна Ангеле Рупшене Надія Шуваєва Надія Захарова Уляна Семенова Раїса Курв'якова Неллі Ферябнікова Ольга Сухарнова Тетяна Захарова | США (USA) Сінді Броґдон Сьюзен Ройцевич Енн Меєрс Лусія Гарріс Ненсі Данкл Шарлотт Льюїс Ненсі Ліберман Ґейл Маркіс Патрісія Робертс Мері Енн О'Коннор Патрісія Гед Джульєн Сімпсон             | Болгарія (BUL) Красимира Богданова Діана Дилова Красимира Г'юрова Пенка Методієва Снежана Михайлова Гиргина Скерлатова Марія Стоянова Маргарита Шкерлатова Петкана Макавеєва Надка Голчева Пенка Стоянова Тодорка Йорданова |

## Кваліфікація
Кожен національний олімпійський комітет (НОК) мав право виставити на регіональні турніри не більш як по одній чоловічій та жіночій збірній з 12-ти гравців. В чоловічий турнір автоматично кваліфікувалися країна-господарка, а також троє медалістів попередніх Олімпійських ігор. Доля решти путівок на чоловічий турнір визначалася за підсумками континентальних відбіркових турнірів і передолімпійського турніру. В жіночий турнір автоматично кваліфікувалися країна-господарка, а також троє медалістів Чемпіонату світу сереж жінок 1975. Доля решти путівок на жіночий турнір визначалася за підсумками передолімпійського турніру.

### Чоловіки
| Африка    | Америка                | Азія             | Європа                          | Океанія   | Автоматично кваліфікувалися                                                                                              |
| --------- | ---------------------- | ---------------- | ------------------------------- | --------- | --- |
| Єгипет[a] | Мексика Пуерто-Рико[b] | КНР[a] Японія[c] | Італія Югославія Чехословаччина | Австралія | СРСР – золоті медалі 1972 року США – срібні медалі 1972 року Куба – бронзові медалі 1972 року Канада – країна-господарка |

### Жінки
| Америка | Європа   | Автоматично кваліфікувалися |
| ------- | -------- | --- |
| США     | Болгарія | СРСР – чемпіонки світу 1975 Японія – 2-ге місце на Чемпіонаті світу 1975 Чехословаччина – 3-тє місце на Чемпіонаті світу 1975 Канада – країна-господарка |

- a  Єгипет знявся з Олімпійських ігор, зігравши один матч, чим підтримав бойкот кількох африканських країн проти Нової Зеландії. Всі матчі за участю Єгипту анульовано.
- b  Збірна Пуерто-Рико кваліфікувалася завдяки срібним медалям на Панамериканські ігри 1975, позаяк золоті медалі здобула збірна США, яка вже раніше кваліфікувалася.
- c  Замінили Китай.

## Формат
чоловічий турнір:
- Дванадцять команд поділено на дві групи по 6 у кожній.
- Команди, що посіли перші два місця у групах, потрапляють до півфіналів.
- Команди, що посіли треті та четверті місця у групах, формують додаткову сітку для визначення місць з 5-го по 8-ме.
- Команди, що посіли п'яті та шості місця у групах, формують додаткову сітку для визначення місць з 9-го по 12-те.

жіночий турнір:
- Шість команд формують одну групу, де відбуваються матчі за круговою системою.

## Чоловічий турнір

### Попередній раунд

#### Група A
| Поз | Команда    | І | В | П | ОЗ  | ОП  | РГ   | О  | Кваліфікація                           |
| --- | ---------- | - | - | - | --- | --- | ---- | -- | -------------------------------------- |
| 1   | СРСР       | 5 | 5 | 0 | 548 | 374 | +174 | 10 | Півфінали                              |
| 2   | Канада (H) | 5 | 4 | 1 | 446 | 416 | +30  | 9  | Півфінали                              |
| 3   | Куба       | 5 | 3 | 2 | 448 | 402 | +46  | 8  | Класифікаційний раунд за 5–8-ме місця  |
| 4   | Австралія  | 5 | 2 | 3 | 472 | 481 | −9   | 7  | Класифікаційний раунд за 5–8-ме місця  |
| 5   | Мексика    | 5 | 1 | 4 | 461 | 511 | −50  | 6  | Класифікаційний раунд за 9–12-те місця |
| 6   | Японія     | 5 | 0 | 5 | 364 | 555 | −191 | 5  | Класифікаційний раунд за 9–12-те місця |

| 18 липня |  | Канада | 104–76 | Японія |  | Центрі Етьєна Десмарто (Монреаль) |

| 18 липня |  | Куба | 111–89 | Австралія |  | Центр Етьєна Десмарто (Монреаль) |

| 18 липня |  | Мексика | 77–120 | СРСР |  | Центр Етьєна Десмарто (Монреаль) |

| 19 липня |  | Канада | 84–79 | Куба |  | Центр Етьєна Десмарто (Монреаль) |

| 19 липня |  | СРСР | 93–77 | Австралія |  | Центр Етьєна Десмарто (Монреаль) |

| 19 липня |  | Мексика | 108–90 | Японія |  | Центр Етьєна Десмарто (Монреаль) |

| 21 липня |  | Мексика | 117–120 | Австралія | OT | Центр Етьєна Десмарто (Монреаль) |

| 21 липня |  | Японія | 56–97 | Куба |  | Центр Етьєна Десмарто (Монреаль) |

| 21 липня |  | СРСР | 108–85 | Канада |  | Центр Етьєна Десмарто (Монреаль) |

| 23 липня |  | Японія | 63–129 | СРСР |  | Центр Етьєна Десмарто (Монреаль) |

| 23 липня |  | Мексика | 75–89 | Куба |  | Центр Етьєна Десмарто (Монреаль) |

| 23 липня |  | Австралія | 69–81 | Канада |  | Центр Етьєна Десмарто (Монреаль) |

| 24 липня |  | Куба | 72–98 | СРСР |  | Центр Етьєна Десмарто (Монреаль) |

| 24 липня |  | Мексика | 84–92 | Канада |  | Центр Етьєна Десмарто (Монреаль) |

| 24 липня |  | Австралія | 117–79 | Японія |  | Центр Етьєна Десмарто (Монреаль) |

#### Група B
| Поз | Команда        | І | В | П | ОЗ  | ОП  | РГ  | О  | Кваліфікація                           |
| --- | -------------- | - | - | - | --- | --- | --- | -- | -------------------------------------- |
| 1   | США            | 5 | 5 | 0 | 396 | 349 | +47 | 10 | Півфінали                              |
| 2   | Югославія      | 5 | 4 | 1 | 366 | 343 | +23 | 9  | Півфінали                              |
| 3   | Італія         | 5 | 3 | 2 | 349 | 344 | +5  | 8  | Класифікаційний раунд за 5–8-ме місця  |
| 4   | Чехословаччина | 5 | 2 | 3 | 418 | 406 | +12 | 7  | Класифікаційний раунд за 5–8-ме місця  |
| 5   | Пуерто-Рико    | 5 | 1 | 4 | 323 | 363 | −40 | 6  | Класифікаційний раунд за 9–12-те місця |
| 6   | Єгипет         | 5 | 0 | 5 | 64  | 111 | −47 | 5  | Класифікаційний раунд за 9–12-те місця |

| 18 липня |  | Югославія | 84–63 | Пуерто-Рико |  | Центр Етьєна Десмарто (Монреаль) |

| 18 липня |  | Італія | 86–106 | США |  | Центр Етьєна Десмарто (Монреаль) |

| 18 липня |  | Єгипет | 64–103 | Чехословаччина |  | Центр Етьєна Десмарто (Монреаль) |

| 20 липня | Анульовано | Італія | 2–0 | Єгипет |  | Центр Етьєна Десмарто (Монреаль) |

| 20 липня |  | США | 95–94 | Пуерто-Рико |  | Центр Етьєна Десмарто (Монреаль) |

| 20 липня |  | Югославія | 99–81 | Чехословаччина |  | Центр Етьєна Десмарто (Монреаль) |

| 21 липня | Анульовано | Пуерто-Рико | 2–0 | Єгипет |  | Центр Етьєна Десмарто (Монреаль) |

| 21 липня |  | Чехословаччина | 69–79 | Італія |  | Центр Етьєна Десмарто (Монреаль) |

| 21 липня |  | Югославія | 93–112 | США |  | Центр Етьєна Десмарто (Монреаль) |

| 22 липня |  | Чехословаччина | 89–83 | Пуерто-Рико |  | Центр Етьєна Десмарто (Монреаль) |

| 22 липня |  | Югославія | 88–87 | Італія |  | Центр Етьєна Десмарто (Монреаль) |

| 22 липня | Анульовано | США | 2–0 | Єгипет |  | Центр Етьєна Десмарто (Монреаль) |

| 24 липня |  | США | 81–76 | Чехословаччина |  | Центр Етьєна Десмарто (Монреаль) |

| 24 липня | Анульовано | Югославія | 2–0 | Єгипет |  | Центр Етьєна Десмарто (Монреаль) |

| 24 липня |  | Італія | 95–81 | Пуерто-Рико |  | Центр Етьєна Десмарто (Монреаль) |

### Матчі на вибування

#### Чемпіонська сітка
|  | Півфінали (26 липня) | Півфінали (26 липня) | Півфінали (26 липня) |  |  | Фінал (27 липня)              | Фінал (27 липня)              | Фінал (27 липня)              |
|  |                      |                      |                      |  |  |                               |                               |                               |
|  | A1                   | СРСР                 | 84                   |  |  |                               |                               |                               |
|  | B2                   | Югославія            | 89                   |  |  |                               |                               |                               |
|  |                      |                      |                      |  |  | B2                            | Югославія                     | 74                            |
|  |                      |                      |                      |  |  | B1                            | США                           | 95                            |
|  | B1                   | США                  | 95                   |  |  |                               |                               |                               |
|  | A2                   | Канада               | 77                   |  |  | Матч за 3-тє місце (27 липня) | Матч за 3-тє місце (27 липня) | Матч за 3-тє місце (27 липня) |
|  |                      |                      |                      |  |  |                               |                               |                               |
|  |                      |                      |                      |  |  | A1                            | СРСР                          | 100                           |
|  |                      |                      |                      |  |  | A2                            | Канада                        | 72                            |

#### Класифікаційна сітка
5–8-ме місця
|  | Півфінали (25 липня) | Півфінали (25 липня) | Півфінали (25 липня) |  |  | 5-те місце (27 липня) | 5-те місце (27 липня) | 5-те місце (27 липня) |
|  |                      |                      |                      |  |  |                       |                       |                       |
|  | A3                   | Куба                 | 76                   |  |  |                       |                       |                       |
|  | B4                   | Чехословаччина       | 91                   |  |  |                       |                       |                       |
|  |                      |                      |                      |  |  | B4                    | Чехословаччина        | 75                    |
|  |                      |                      |                      |  |  | B3                    | Італія                | 98                    |
|  | B3                   | Італія               | 79                   |  |  |                       |                       |                       |
|  | A4                   | Австралія            | 72                   |  |  | 7-ме місце (27 липня) | 7-ме місце (27 липня) | 7-ме місце (27 липня) |
|  |                      |                      |                      |  |  |                       |                       |                       |
|  |                      |                      |                      |  |  | A3                    | Куба                  | 92                    |
|  |                      |                      |                      |  |  | A4                    | Австралія             | 81                    |

9–12-те місця
|  | Півфінали (25 липня) | Півфінали (25 липня) | Півфінали (25 липня) |  |  | 9-те місце (27 липня)  | 9-те місце (27 липня)  | 9-те місце (27 липня)  |
|  |                      |                      |                      |  |  |                        |                        |                        |
|  | A5                   | Мексика              | 2                    |  |  |                        |                        |                        |
|  | B6                   | Єгипет               | 0[d]                 |  |  |                        |                        |                        |
|  |                      |                      |                      |  |  | A5                     | Мексика                | 84                     |
|  |                      |                      |                      |  |  | B5                     | Пуерто-Рико            | 89                     |
|  | B5                   | Пуерто-Рико          | 111                  |  |  |                        |                        |                        |
|  | A6                   | Японія               | 91                   |  |  | 11-те місце (27 липня) | 11-те місце (27 липня) | 11-те місце (27 липня) |
|  |                      |                      |                      |  |  |                        |                        |                        |
|  |                      |                      |                      |  |  | B6                     | Єгипет                 | 0[d]                   |
|  |                      |                      |                      |  |  | A6                     | Японія                 | 2                      |

d  Анульований матч.

## Жіночий турнір
| Поз | Команда        | І | В | П | ОЗ  | ОП  | РГ   | О  |  |
| --- | -------------- | - | - | - | --- | --- | ---- | -- |  |
| 1   | СРСР           | 5 | 5 | 0 | 504 | 346 | +158 | 10 |  |
| 2   | США            | 5 | 3 | 2 | 415 | 417 | −2   | 8  |  |
| 3   | Болгарія       | 5 | 3 | 2 | 365 | 377 | −12  | 8  |  |
| 4   | Чехословаччина | 5 | 2 | 3 | 351 | 359 | −8   | 7  |  |
| 5   | Японія         | 5 | 2 | 3 | 405 | 400 | +5   | 7  |  |
| 6   | Канада (H)     | 5 | 0 | 5 | 336 | 477 | −141 | 5  |  |

| 19 липня |  | США | 71–84 | Японія |  | Центр Етьєна Десмарто (Монреаль) |

| 19 липня |  | СРСР | 115–51 | Канада |  | Центр Етьєна Десмарто (Монреаль) |

| 19 липня |  | Чехословаччина | 66–67 | Болгарія |  | Центр Етьєна Десмарто (Монреаль) |

| 20 липня |  | Японія | 121–89 | Канада |  | Центр Етьєна Десмарто (Монреаль) |

| 20 липня |  | США | 95–79 | Болгарія |  | Центр Етьєна Десмарто (Монреаль) |

| 20 липня |  | Чехословаччина | 75–88 | СРСР |  | Центр Етьєна Десмарто (Монреаль) |

| 22 липня |  | Болгарія | 68–91 | СРСР |  | Центр Етьєна Десмарто (Монреаль) |

| 22 липня |  | Японія | 62–76 | Чехословаччина |  | Центр Етьєна Десмарто (Монреаль) |

| 22 липня |  | США | 89–75 | Канада |  | Центр Етьєна Десмарто (Монреаль) |

| 23 липня |  | Болгарія | 66–63 | Японія |  | Центр Етьєна Десмарто (Монреаль) |

| 23 липня |  | Канада | 59–67 | Чехословаччина |  | Центр Етьєна Десмарто (Монреаль) |

| 23 липня |  | США | 77–112 | СРСР |  | Центр Етьєна Десмарто (Монреаль) |

| 25 липня |  | Канада | 62–85 | Болгарія |  | Монреаль-Форум (Монреаль) |

| 26 липня |  | США | 83–67 | Чехословаччина |  | Монреаль-Форум (Монреаль) |

| 26 липня |  | СРСР | 98–75 | Японія |  | Монреаль-Форум (Монреаль) |

## Підсумкове положення
| Місце | Чоловіки       | Чоловіки | Чоловіки | Чоловіки | Жінки          | Жінки | Жінки | Жінки |
| Місце | Збірна         | Ігор     | В        | В        | Збірна         | Ігор  | В     | П     |
| ----- | -------------- | -------- | -------- | -------- | -------------- | ----- | ----- | ----- |
| 1     | США            | 7        | 7        | 0        | СРСР           | 5     | 5     | 0     |
| 2     | Югославія      | 7        | 5        | 2        | США            | 5     | 3     | 2     |
| 3     | СРСР           | 7        | 6        | 1        | Болгарія       | 5     | 3     | 2     |
| 4-те  | Канада         | 7        | 4        | 3        | Чехословаччина | 5     | 2     | 3     |
| 5-те  | Італія         | 7        | 5        | 2        | Японія         | 5     | 2     | 3     |
| 6-те  | Чехословаччина | 7        | 3        | 4        | Канада         | 5     | 0     | 5     |
| 7-ме  | Куба           | 7        | 4        | 3        |                |       |       |       |
| 8-ме  | Австралія      | 7        | 2        | 5        |                |       |       |       |
| 9-те  | Пуерто-Рико    | 7        | 3        | 4        |                |       |       |       |
| 10-те | Мексика        | 7        | 2        | 5        |                |       |       |       |
| 11-те | Японія         | 7        | 1        | 6        |                |       |       |       |
| 12-те | Єгипет         | 7        | 0        | 7        |                |       |       |       |